# Infinite Eight
Infinite Eight är en skulpur av den svenske konstnären Pål Svensson. Den är beställd av Jule Collins Smith Museum of Fine Art i Alabama i USA, där den placerades våren 2019.